# Halle-Vilvoorde (okrug)
Halle-Vilvoorde (nizozemski: Arrondissement Halle-Vilvoorde; francuski: Arrondissement de Hal-Vilvorde)
je jedan od dva administrativna okruga u belgijskoj pokrajini Flamanski Brabant. Skoro u potpunosti okružuje 
briselsku regiju te se nalazi pored okruga Leuven.

## Općine
U administrativnom okrugu Halle-Vilvoorde se nalaze sljedeće općine:
| - Affligem - Asse - Beersel - Bever - Dilbeek - Drogenbos - Galmaarden - Gooik - Grimbergen - Halle - Herne - Hoeilaart | - Kampenhout - Kapelle-op-den-Bos - Kraainem - Lennik - Liedekerke - Linkebeek - Londerzeel - Machelen - Meise - Merchtem - Opwijk - Overijse | - Pepingen - Roosdaal - Sint-Genesius-Rode - Sint-Pieters-Leeuw - Steenokkerzeel - Ternat - Vilvoorde - Wemmel - Wezembeek-Oppem - Zaventem - Zemst |